# Naturdenkmal Spezialfaltung in Kieselschiefer östlich Allendorf

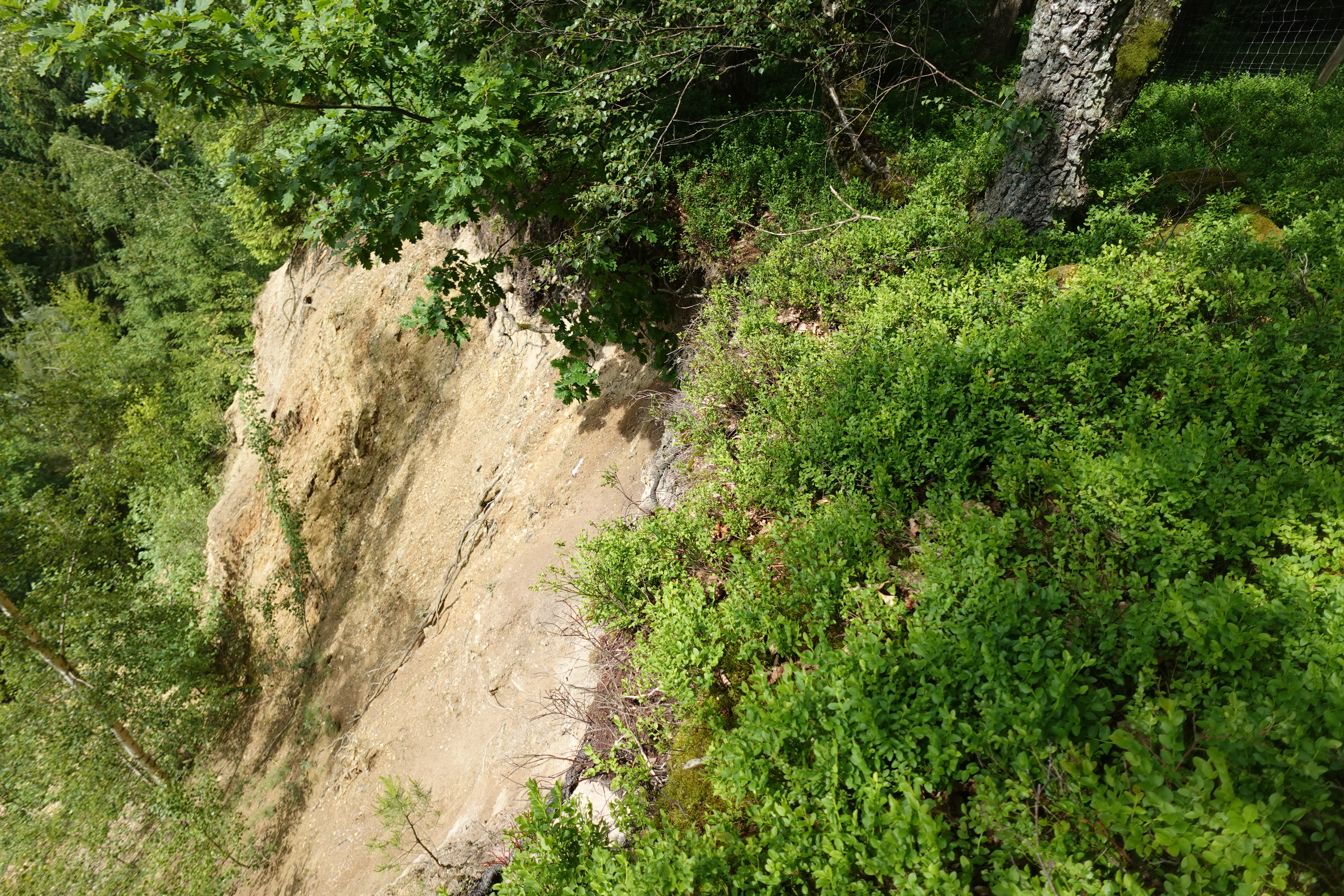
Naturdenkmal Spezialfaltung in Kieselschiefer östlich Allendorf

Das Naturdenkmal Spezialfaltung in Kieselschiefer östlich Allendorf mit einer Größe von 0,3 ha liegt bei Allendorf im Stadtgebiet von Sundern (Sauerland). Das Gebiet wurde 1993 mit dem Landschaftsplan Sundern durch den Hochsauerlandkreis als Naturdenkmal (ND) ausgewiesen. Beim ND Spezialfaltung in Kieselschiefer östlich Allendorf  handelt es sich um einen ehemaligen Steinbruch. Der Steinbruch befindet sich im Kulm-Kieselschiefer und enthält bunte Lyditen aus dem Unterkarbon. Die Ablagerungen weisen teilweise eine Spezialfaltung auf.

## Mineralien
Bei Mindat sind bisher folgende Mineralfunde dokumentiert (Stand 2025): Variscit und Wavellit.

## Schutzzweck
Der Landschaftsplan führt zum Schutzzweck aus: „Alle nachfolgenden Naturdenkmale stellen Einzelschöpfungen der Natur dar, die aus wissenschaftlichen, landeskundlichen und erdgeschichtlichen Gründen sowie wegen ihrer Seltenheit und Eigenart schutzbedürftig sind.“ Im ND sind „alle Handlungen verboten, die zu einer Zerstörung, Beschädigung oder Veränderung des geschützten Objektes führen können. Insbesondere ist verboten:
- Aufschüttungen, Verfüllungen, Abgrabungen oder Ausschachtungen vorzunehmen oder die Bodengestalt in anderer Weise zu verändern;
- Bäume, Sträucher oder sonstige wildwachsende Pflanzen zu beschädigen, auszureißen, auszugraben oder Teile davon abzutrennen oder auf andere Weise in ihrem Wachstum zu beeinträchtigen;
- bauliche Anlagen zu errichten.“